# Sphaerotheca breviceps
Sphaerotheca breviceps és una espècie de granota que viu a l'Àsia meridional.